# ジャイプールインビテーショナルステークス
ジャイプールステークス（Jaipur Stakes）は、アメリカ合衆国ニューヨーク州ニューヨークのベルモントパーク競馬場にて開催される競馬の競走である。

## 概要
芝6ハロンで施行され、出走条件は4歳以上。
競走名はアメリカの競走馬で1962年のトラヴァーズステークスをレコード勝ちし、その年のアメリカ最優秀3歳牡馬に選出されたジャイプールに由来する。
1984年に創設、1986年からはG3、2018年はG2競走として開催されている。
2019年よりG1に昇格される。

## 近年の勝ち馬
- 2025 Ag Bullet
- 2024 Cogburn
- 2023 Caravel
- 2022 Casa Creed
- 2021 Casa Creed
- 2020 Oleksandra
- 2019 World of Trouble
- 2018 Disco Partner
- 2017 Disco Partner
- 2016 Pure Sensation
- 2015 Channel Marker
- 2014 Undrafted
- 2013 Souper Speedy
- 2012 Upgrade
- 2011 Right One
- 2010 Stradivinsky
- 2009 Silver Timber
- 2008 First Defence
- 2007 Ecclesiastic
- 2006 Around the Cape
- 2005 Ecclesiastic
- 2004 Multiple Choice
- 2003 Garnered
- 2002 Shibboleth
- 2001 Affirmed Success
- 2000 Gone Fishin